# Edades de los Árboles
En el universo fantástico creado por J. R. R. Tolkien, las Edades de los Árboles son una época de la historia de Arda, que abarca 14.370 años solares (o 1.500 años valianos).

## Resumen
Los Valar refugiados en Aman crean los Dos Árboles que iluminan su tierra, pero siguen preocupándose por la Tierra Media. Es entonces cuando despiertan los elfos y los Valar luchan contra Melkor para protegerlos. Al vencer a Melkor, los elfos son convocados a Aman y los que aceptan comienzan el largo viaje divididos en tres razas. Casi todos llegan a Aman y ahí prosperan. Los elfos Noldor y sus príncipes son los protagonistas de la historia a partir de este momento. Fëanor, el primogénito del rey, crea los Silmarils, las más bellas joyas que jamás hayan existido, y Melkor al ser liberado urde mentiras para poder robarlas. Al final Melkor se sale con la suya y pone a los Noldor contra los Valar, haciendo que salgan de Aman en su persecución y en el camino cometan crímenes que les acarrean una maldición de la que posteriormente no podrán escapar. Las Edades de los Árboles terminan con la destrucción de los Árboles, la huida de los Noldor hacia la Tierra Media y el levantamiento de los últimos frutos de los Árboles como los astros de Ithil (la Luna) y Anar (el Sol).

## Las Tierras Imperecederas y los Dos Árboles

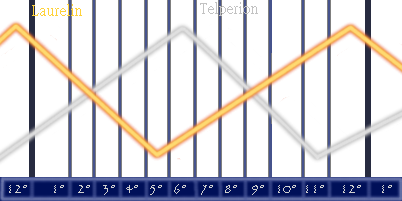
Esquema explicativo de los días en Aman a la luz de los Dos Árboles de Valinor.

Luego de ser expulsados por Melkor de la Tierra Media, los Valar se refugiaron en la tierra de Aman, al oeste de la Tierra Media, separados por el mar Belegaer. Fortificando su tierra con las montañas Pelóri y estableciéndose en la ciudad de Valmar en Valinor, comenzó para Arda un período de una paz inquieta, pues el no estar en guerra aún dejaba el hecho de que Melkor tenía bajo su poder toda la Tierra Media.
Yavanna entonces, haciendo uso de sus poderes, creó dos árboles, que fueron después bendecidos por Varda, y los colocó en el centro de Aman. Estos árboles emitían cada uno una luz de distinto color, y lo hacían en períodos regulares, lo que permitió medir el tiempo desde entonces. El primero y más grandioso se llamó Telperion, el árbol de luz plateada, y el segundo de luz más intensa Laurelin, de luz dorada. La luz que ambos árboles emitían se deshacía después en un rocío que era acumulado en unas tinas al pie de los árboles. Entonces Valinor quedó bendecida como la tierra de los Valar para siempre, y la luz de los árboles la embellecía. El único que no vivía con ellos era Ulmo, que permanecía en su reino submarino, más cerca de la Tierra Media que los demás.
Parece ser que fue en este tiempo en que sucedió la creación de los Enanos por parte de Aulë.

## Los Valar no olvidan la Tierra Media
Melkor por su parte tenía bajo su poder a la Tierra Media, resguardado en Utumno, y con Sauron en Angband como puesto fronterizo ante un posible ataque. Sin embargo los Valar no se olvidaban que la Tierra Media había sido el objetivo de sus más bellas creaciones, y en especial Yavanna que había creado a las plantas y animales en ella, se preocupaba por sus criaturas, a las que se había visto forzada a sumir en un letargo hasta que las cosas mejoraran.
Otro de los Valar que se preocupaba continuamente por la Tierra Media era Oromë, el Cazador, que solía organizar excursiones con sus perros de caza, y montado en su caballo hacía sonar su cuerno de caza, con lo que Melkor y sus criaturas (los Maiar que lo siguieron, y las criaturas que para entonces ya había comenzado a corromper a partir de las de Yavanna) se escondían, pues Oromë se dedicaba a cazarlos.
Ulmo era otro de los que nunca dejó por completo la Tierra Media, y continuamente aconsejaba que algo debían hacer los Valar pronto, pues no sabían el momento en el cual los Primogénitos de los Hijos de Eru (los elfos) nacerían, pero que su tiempo se acercaba, pues Arda estaba terminada.
Por último, Varda también se preocupaba, y ante la perspectiva de la próxima venida de los Hijos de Eru, elaboró la más grande labor que jamás había emprendido: retomó todas las estrellas del cielo y les dio un nuevo brillo, un brillo más poderoso y grandioso, que reflejara el poder y la eterna vigilancia de los Valar, para recordarle a Melkor que él no había triunfado aún, y para, en su caso, servir de guía a los Hijos de Eru cuando despertaran. Dentro de esta labor, Varda colocó en el cielo numerosas estrellas acomodadas de forma que se convirtieran en señales del cielo, y así hizo el Valacirca, la gran hoz de los Valar, Menelvagor y muchos otros.
Fue entonces cuando sucedió el despertar de los elfos y su descubrimiento por parte de los Valar.

## Encadenamiento de Melkor
Para proteger a los elfos recién despertados, los Valar guerrearon con Melkor por la Tierra Media. Melkor al final fue vencido y humillado por Tulkas, y encadenado con unas cadenas hechas por Aulë, y después fue llevado a Valinor, donde debía permanecer preso en la región de Mandos por el tiempo de tres edades. Sin embargo en la Tierra Media muchas de las criaturas de Melkor permanecieron, escondidas y temerosas, y no fueron capturadas por los Valar. Entre ellas, Sauron y los Balrogs se escondieron en Angband esperando el retorno de su amo.

## Debate entre los Valar
Los Valar entonces se reunieron en consejo, y hasta Ulmo salió de su reino para reunirse con ellos. Se puso a discusión qué hacer con los elfos de la Tierra Media, si dejarlos ser libremente allá, o llamarlos a Valinor a disfrutar de la paz y la luz de los Valar. Esto último era lo que querían la mayoría, pues su mayor anhelo siempre había sido conocer a los Hijos de Eru, y ahora que los Primogénitos habían despertado, no querían apartarse de ellos. Sin embargo otros, entre ellos Ulmo, aconsejaban que se les dejara ser, que por sí solos aprendieran todo lo que Eru les tenía destinado. A pesar de ello, fue la primera opinión la que ganó. Entonces se envió a Oromë (al que ya conocían) a preguntar a los elfos si querrían acompañarlos.

## La Gran Marcha y las razas élficas

División de los quendi (elfos).

Fue así como comienza la Gran Marcha de los elfos y la primera división entre estos, pues los que estaban inseguros o no creían en los Valar, se quedaron atrás, convirtiéndose en los primeros elfos oscuros (que nunca vieron la luz de los Árboles), o Avari.
El resto de los elfos, guiados por sus tres líderes, que vieron antes la luz de los Dos Árboles (Ingwë, Elwë y Finwë), iban divididos en las tres razas de los elfos: Vanyar, Teleri y Noldor, respectivamente. Durante la Gran Marcha, los Teleri volvieron a dividirse, y los que se quedaron atrás pasaron a formar parte de los Nandor, estableciéndose en las orillas del río Anduin.
Llegando a la tierra de Eriador, los Teleri se detuvieron, pero los Vanyar y los Noldor continuaron hasta Beleriand. Posteriormente, los Teleri continuaron y llegaron a Beleriand, estableciéndose en su parte oriental. En esta época es cuando el rey Elwë visitaba a Finwë en Beleriand occidental, y cuando se perdió en el bosque. Entonces los Vanyar y los Noldor emprendieron el viaje a Aman sobre una isla que se puso en movimiento para ellos, y fueron los primeros elfos en llegar a Aman.
Los Teleri, abandonados, siguieron a Olwë, hermano de Elwë, que por gracia de los Valar consiguió que se pusiera en marcha otra vez la isla para que ellos la habitaran y llegaron muy cerca de Aman con ella. Desde entonces esa isla se conoció como Tol Eressëa. El resto de los Teleri se quedaron, esperando el regreso de Elwë, que apareció después de la mano de su esposa Melian, la Maia, y se convirtió en el rey de los elfos que quedaron atrás: los Sindar. Además con ellos, y también bajo el mando de Elwë, estaban los elfos que seguían a Círdan, el futuro carpintero de barcos, que prefirieron quedarse por amor a Ossë, un maia al servicio de Ulmo que los convenció. Una parte de estos elfos viajó al norte a la región de Mithrim, donde fueron conocidos bajo este nombre. Posteriormente una parte de elfos Nandor que se habían quedado atrás llegaron a Beleriand y se establecieron en la tierra de Ossiriand, y pasaron a formar parte de los elfos Sindar, bajo el nombre de elfos verdes o Laiquendi.

## Los Elfos Altos y la liberación de Melkor
En Aman, los Teleri que llegaron en la isla terminaron por llegar a Aman y se establecieron en la costa, fundando la ciudad de Alqualondë. Los Noldor y Vanyar vivían al inicio juntos en la ciudad de Tirion, pero luego los Vanyar se fueron a vivir junto con los Valar a Valinor y los Noldor se quedaron en Tirion. Ahí nacieron los hijos de Finwë y después los hijos de sus hijos. En Tirion se plantó un retoño de Telperion, que se llamó Galathilion, y después un retoño de este fue llevado a Tol Eressëa, donde el árbol blanco que allí nació se conoció como Celeborn.
En esa época los elfos aprendieron mucho de los Valar, cada uno según sus aptitudes (los Vanyar en el arte, las letras y la música; los Noldor en la minería, la confección y las obras manuales; los Teleri en la música y el arte del mar), y crecieron bajo la bendición de la luz de los Dos Árboles. Los Vanyar inventaron el alfabeto. En esta época, Fëanor, primogénito de Finwë, hizo los Silmarils, junto con muchas otras obras de renombre: las piedras Palantir, un perfeccionamiento del alfabeto (que fue el conocido como Tengwar en la Tierra Media), unas lámparas de luz azul que no se apagaban, etc..
Pasaron entonces las tres edades del encadenamiento de Melkor y este fingió arrepentimiento por lo que se le dejó libre en Aman otra vez. Melkor entonces comenzó a urdir mentiras entre los Noldor y sus príncipes hasta que ellos mismos se rebelaron contra los Valar. El propósito de Melkor era robar los Silmarils, cosa que logró matando a Finwë. Fëanor entonces pronunció el juramento de Fëanor, junto con sus siete hijos, y se fue de Aman detrás de Melkor, al que a partir de entonces se le conoció como Morgoth. Los demás Noldor, ya sea por fidelidad a Fëanor, o por el deseo que este les infundió de poseer sus propias tierras en la Tierra Media y ser sus propios señores (caso de muchos de los otros príncipes Noldor), o incluso por cuidar de los Noldor que se iban tras de Fëanor (caso del medio hermano de Fëanor, Fingolfin y algunos de sus sobrinos e hijos), se fueron también.

## La maldición de los Noldor
Fëanor quiso acelerar su viaje aliándose con los Teleri, usando sus barcos, pero estos se negaron. Entonces Fëanor encabezó la Primera Matanza de elfos contra elfos, para robar los barcos. Fingolfin al principio se dejó engañar y participó también, pero luego se revirtió, y Finarfin (el otro medio hermano de Fëanor) y sus hijos pelearon de hecho contra Fëanor. Sin embargo este logró vencer a los Teleri y robó sus barcos. Todos los Noldor emprendieron entonces otra vez el viaje con él a lo largo de la costa.
Al llegar más al norte, el vala Mandos (o un representante suyo), pronunció la maldición de los Noldor, con la que los condenó a que ninguna empresa que ellos realizaran tuviera éxito y todo se tradujera en envidias y matanzas mutuas, aun cuando su propósito fuera vencer a Morgoth o recuperar los Silmarils. Finarfin entonces se arrepintió y regreso a Aman, donde se le concedió el perdón y se le nombró Rey Supremo de los Noldor en Aman.
Fëanor orgulloso no hizo caso y se fue a la Tierra Media en los barcos, con la poca gente que podían soportar y abandonando a su medio hermano y sobrinos en Aman. Entonces Fingolfin emprendió el viaje al norte para atravesar los hielos del Helcaraxë, tras lo cual muchos Noldor perecieron.

## Los elfos grises y el final de las Edades de los Árboles
Mientras todo esto sucedía, en la Tierra Media Elwë se convirtió en el rey de los elfos Teleri que se quedaron atrás, y junto con Melian, los gobernó con sabiduría. Los Sindar (elfos grises), aunque no vieron la luz de los Árboles, tuvieron desde entonces gran renombre de sabiduría y arte.
En esta época, aparecieron los enanos en Beleriand, y estos comenzaron a negociar con los elfos desde sus ciudades de Belegost y Nogrod en las montañas azules. Igualmente entonces es cuando Elwë construyó, con ayuda de elfos y enanos, la ciudad capital de su reino, Menegroth en las profundidades del bosque de Doriath, sobre unas cavernas que se encontraban en el río Esgalduin. En esta época, Círdan el carpintero de barcos funda las ciudades portuarias de Brithombar y Eglarest.
Daeron, ministro de Elwë creó entonces el alfabeto Cirth, que se usó mucho en la Tierra Media; los enanos aprendieron este alfabeto y luego lo modificaron para tener el suyo propio.
En esta época también, nació Lúthien, de Elwë y Melian, la criatura más bella de toda Arda, de sangre tanto élfica como maia.
Cuando Melkor ya estaba por regresar, o cuando de hecho ya había regresado, la primera batalla de Beleriand se llevó a cabo bajo la luz de las estrellas (el Sol y la Luna aún no nacían). Multitudes de orcos invadieron Beleriand y estuvieron a punto de conquistarla, y de hecho tuvieron algunas victorias como matar al rey de los Laiquendi, que desde entonces se apartaron de los asuntos de Beleriand y se mantuvieron furtivos dentro del bosque de Ossiriand. Sin embargo, los Sindar, los Falathrim (los elfos de las Falas al mando de Círdan) y probablemente los enanos, lograron repeler sus ataques, aunque precariamente.
Después de estos acontecimientos, con el lamento de los Valar por los Árboles caídos, comienza la Primera Edad del Sol al levantarse la Luna y el Sol en el cielo de Arda.
| Predecesor: Edades de las Lámparas | Historia de Arda 1 EA - 1500 EA | Sucesor: Primera Edad del Sol |

- Datos: Q1769882